# Fòrum Permanent per les Qüestions Indígenes de l'ONU
El Fòrum Permanent per les Qüestions Indígenes de l'ONU (UNPFII) és un organisme assessor de l'Organització de les Nacions Unides (ONU) sobre qüestions relatives als pobles indígenes. El Fòrum informa el Consell Econòmic i Social de les Nacions Unides (ECOSOC).

## Mandat
El 28 de juliol del 2000 el Consell Econòmic i Social de les Nacions Unides (ECOSOC) va establir el Fòrum Permanent per a les Qüestions Indígenes de l'ONU.:
| «                                                      | El Fòrum Permanent per les Qüestions Indígenes de l'ONU és un organisme assessor del Consell Econòmic i Social, amb el mandat d'examinar les qüestions indígenes relacionades amb el desenvolupament econòmic i social, la cultura, l'educació, la salut, el medi ambient i els drets humans; per a això, el Fòrum Permanent: - Prestarà assessorament especialitzat i formularà recomanacions sobre les qüestions indígenes al Consell, així com als programes, fons i organismes de les Nacions Unides, per ordre del Consell; - Difondrà les activitats relacionades amb les qüestions indígenes i promourà la seva integració i coordinació dins del sistema de les Nacions Unides; - Prepararà i difondrà informació sobre les qüestions indígenes. El Fòrum Permanent es reuneix una vegada a l'any durant 10 dies hàbils. El primer període de sessions es va realitzar el maig del 2002 i es realitzen anualment les sessions a Nova York o Ginebra. | » |
| — Fòrum Permanent per les Qüestions Indígenes de l'ONU | |   |